# Вайцен, Алексей Ангелович
Алексей Ангелович Вайцен (30 мая 1922 — 14 января 2015) — советский военнослужащий, участник Великой Отечественной войны, один из узников концлагеря Собибор (в ряде российских СМИ некоторое время ошибочно назывался последним узником Собибора).

## Биография

### Ранние годы и образование
Родился в 1922 году, в деревне Григорево, Станиславской области Украинской ССР (тогда Польше), в еврейской семье. Вскоре родители А. Вайцена с ним и ещё тремя детьми переехали в городок Ходоров недалеко от Львова. В Ходорове он учился в школе, хорошо играл в футбол, был признан лучшим нападающим молодёжной сборной Западной Украины.
В 1940 году окончил среднюю школу, это было уже после присоединения Западной Украины к СССР. После окончания школы работал секретарём в местной прокуратуре.

### Военные годы
В феврале 1941 года призван в Красную Армию. Был зачислен в 244-й стрелковый полк 41-й стрелковой дивизии. Служил на границе у города Рава-Русская. В июне 1941 года после нескольких дней отступления был ранен в бою у железнодорожной станции Христиновка и попал в плен, из которого он вскоре бежал. Через месяц снова попал в плен и оказался в Тернопольской тюрьме. Снова бежал.

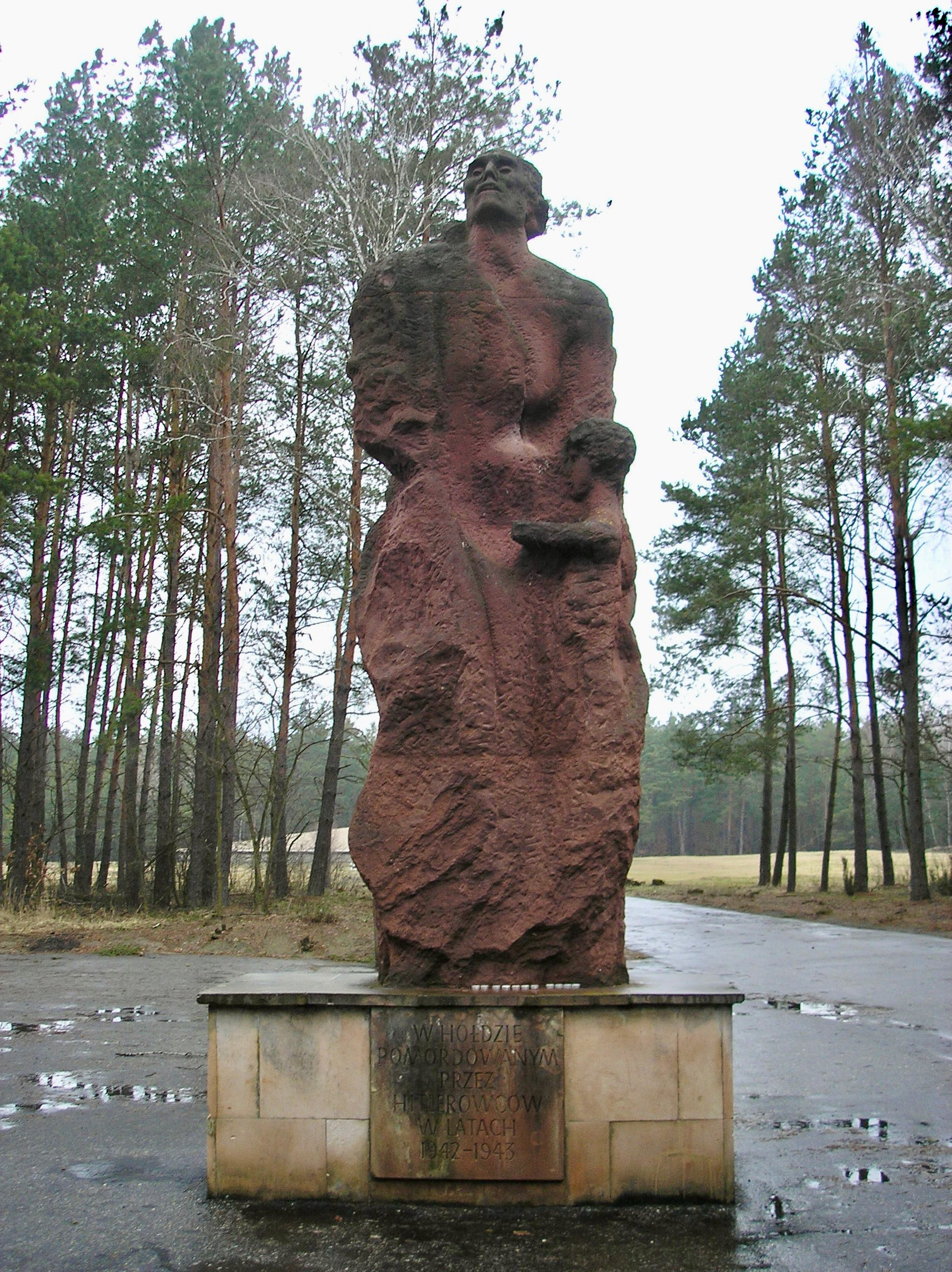
Монумент в лагере Собибор

Через три дня после побега Вайцен был схвачен немцами, которые определили его еврейское происхождение. Вайцен, как и многие другие евреи Западной Украины, согласно гитлеровской «операции Рейнхард» оказались в «эшелоне смерти», доставившем его в концентрационный лагерь «Собибор». Лагерь смерти Собибор был организован нацистами на юго-востоке Польши, действовал с марта 1942 года по 15 октября 1943 года. За это время нацистами и их пособниками в лагере были убиты около 250 тысяч евреев.
14 октября 1943 года вместе с группой других пленных ему удалось бежать в результате единственного в истории успешного восстания в лагере смерти в годы Второй мировой войны. Восстание было возглавлено советским офицером Александром Ароновичем Печерским. Около 400 узников лагеря вырвались на свободу. Администрация лагеря была уничтожена, охрана перебита.
По приказу Гиммлера Собибор был стёрт с лица земли. Всех оставшихся в лагере узников уничтожили. Леса вокруг лагеря периодически простреливались пулемётным огнём с самолётов. Для уничтожения беглецов по их следам были направлены специальные команды.
Переправившись через реку Южный Буг, бежавшие встретились с партизанами. Вайцен попал в партизанский отряд имени Ворошилова, а в декабре того же года в отряд имени Фрунзе, в котором воевал до 25 апреля 1944 года. С августа 1944 года воевал в рядах действующей армии в составе 22-й стрелковой дивизии, был командиром отделения разведки. Войну закончил весной 1945 года в Восточной Пруссии военнослужащим 239 гв. сп 76 гв. сд 1-го Белорусского фронта.

### После войны
Никого из его семьи в живых не осталось: родители, братья и сёстры были расстреляны в Ходорове во время оккупации в 1942 году, а младший брат Шмуль погиб во время восстания в Собиборе. После возвращения в свою часть А. Вайцен остался в армии на сверхсрочной службе, в Пскове, а затем в Рязани, став старшиной десантной роты (1962). Службу в армии Вайцен закончил в звании капитана ВДВ в 1966 году. На его счету было 998 прыжков с парашютом.

### Гражданская жизнь
На протяжении многих лет увлекался футболом. Его сын и старший внук стали десантниками, закончив Рязанское военное училище. После демобилизации тридцать лет работал в организации «Рязаньэнерго», на пенсию вышел в 1996 году.
Скончался в Рязани в возрасте 92 лет.
В 2018 году посол Польши в России Влодзимеж Марчиняк вручил высокую польскую государственную награду — Кавалерский крест ордена «За заслуги перед республикой Польша». Награда вручена посмертно, её получил внук героя.

### Суд против Ивана Демьянюка
Алексей Вайцен выступал в качестве свидетеля по делу в отношении надзирателя Собибора Ивана Демьянюка. Именно показания Вайцена стали одним из основных доказательств вины Демьянюка.

## Награды
Все свои боевые награды Алексей Ангелович получил после соединения его партизанского отряда с действующей армией.
- Медаль «За отвагу»(1944)[10],
- Орден Красной Звезды (1944)[11],
- Орден Отечественной войны II степени(1944)
- Орден Славы III степени (1945)
- Медаль «За освобождение Варшавы» (1945)
- Медаль «Партизану Отечественной войны» I степени
- Медаль «За победу над Германией в Великой Отечественной войне»
- Орден Отечественной войны I степени (1985)[1][12]
- Медаль ордена «За заслуги перед Отечеством» II степени.
- Кавалерский крест ордена «За заслуги перед Республикой Польша» (2018, посмертно)[8]

## Документальные фильмы
- 1989 — Восстание в Собиборе — совместный советско-голландский фильм Санкт-Петербургской студии документальных фильмов. Сорежиссёры — Павел Коган и Лили Ван ден Берг (родители Лили погибли в Собиборе). На Фестивале документального кино в Амстердаме фильм получил приз им. Й. Ивенса.
- 2010 — Арифметика свободы (реж. Александр Марутян). Фильм снят при государственной финансовой поддержке Министерства культуры Российской Федерации.
- 2013 — Собибор. Непокорённые — документальный фильм компании ВГТРК для телевизионного канала Россия, премьера состоялась 16 октября 2013 года, к 70-летней годовщине восстания. Фильм Сергея Пашкова[13].

## Художественные фильмы
- 1987 — Побег из Собибора — телефильм, снятый режиссёром Джеком Голдом. Совместное производство Великобритании и Югославии. Поставлен по одноимённой книге Ричарда Рашке.
- 2018 — Собибор — художественный фильм Константина Хабенского, снятый кинокомпаниями «Синема Продакшн» и «Фетисов Иллюзион» при поддержке Фонда Печерского. Поставлен на основе книги Ильи Васильева «Александр Печерский: прорыв в бессмертие»[14].

## Память

Мемориальная доска в Рязани

В 2018 году в Рязани состоялось открытие мемориальной доски Алексею Вайцену. Она установлена на фасаде дома (Первомайский проспект, 47/1), где он жил. Табличку установили по инициативе учеников и преподавателей школы № 40.

## Культура
В 2019 году, в Рязани в Малом зале Рязанской областной библиотеки имени Горького в продолжение проекта Фонда Александра Печерского «Возвращение героя» открылась выставка, посвященная 76-летию восстания в Собиборе. Создатели рязанской экспозиции особое внимание уделили личности Алексея Вайцена, соратника Печерского, знаменитого рязанца.